# 삼포 (핀란드 신화)

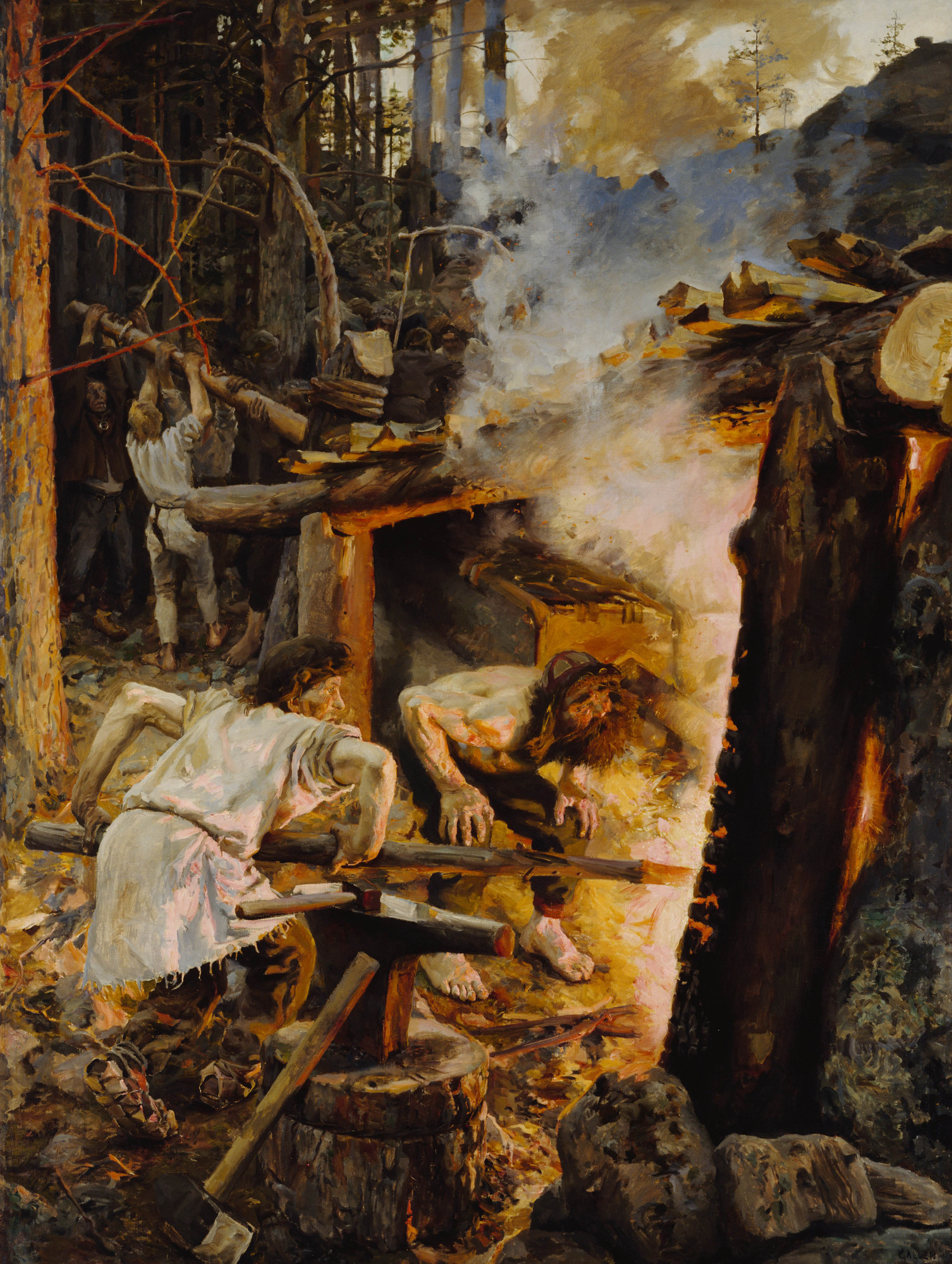
〈삼포의 제작〉, 악셀리 갈렌칼렐라 그림.

삼포(핀란드어: sampo) 또는 삼마스(핀란드어: sammas), 키료칸시(핀란드어: kirjokansi)는 핀란드 신화에 나오는 정체불명의 물건이다. 일마리넨이 만들었으며 그 소유자에게 복을 가져다준다고 한다. 삼포가 도둑맞자 일마리넨의 고향이 고난을 겪게 되었고 이에 일마리넨이 삼포를 되찾으려 떠났으나 바다 위에서 적의 공격을 받아 싸우던 도중 그만 바닷속에 빠뜨려 잃어버리고 말았다.
삼포가 도대체 무엇인지에 관해서는 온갖 해석이 이루어져 왔다. 세계축 또는 세계수, 나침반이나 아스트롤라베, 보물이 들어있는 궤짝, 벤델 시대의 장식된 방패, 기독교 성유물 등 다양하다. 엘리아스 뢴로트는 《칼레발라》에서 삼포가 밀가루나 소금을 만들어내는 멧돌이라는 의견을 제시했다. 세계축 설은 종교사학자 우노 하르바와 언어학자 에밀 네스토르 세탤래가 20세기 초에 제시한 것으로서 가장 널리 받아들여진 설이다.

## 같이 보기
- 코르누코피아